# Gregor Bals
Gregor Bals (* 3. Mai 1936 in Recklinghausen; † 19. März 2012 in Berlin) war ein deutscher Schauspieler, Regisseur und unter dem Pseudonym Johannes Reben Drehbuchautor für das Fernsehen.

## Leben
Gregor Bals studierte Romanistik, Kunstgeschichte und Schauspiel am Centro Sperimentale di Cinematografia in Rom. Zunächst war er an verschiedenen kleineren deutschen Theatern (darunter Stadttheater Bremerhaven und Städtische Bühnen Essen) als Schauspieler und Regisseur engagiert, trat aber bereits in einzelnen Filmrollen auf. Zugleich profilierte er sich als Übersetzer einer Reihe von Komödien Carlo Goldonis. Die Uraufführung seiner Übersetzung von Mirandolina (1970, Regie: Gregor Bals) wurde vom NDR aufgezeichnet und gesendet. Ab 1979 wirkte er in erster Linie als Drehbuchautor für das deutsche Fernsehen. Er verfasste auch die Bücher für eine Reihe von erfolgreichen Serien.

## Filmografie
Schauspieler
- 1958: Siegfried – Die Sage der Nibelungen (Sigfrido)
- 1963: Penthesilea

Drehbücher
- 1979: Einzelzimmer (Fernsehfilm)
- 1981: Tante Maria (Fernsehfilm)
- 1985: Liebfrauen (Fernsehfilm)
- 1988: Bei Thea (Fernsehfilm)
- 1992: Die Rachegöttin (Fernsehfilm)
- 1994: In dieser Stadt daheim (Fernsehfilm)
- 1996: Reise nach Weimar (Fernsehfilm)
- 1996: Bruder Esel (Fernsehserie)
- 1999: Der Preis der Sehnsucht (Fernsehfilm)
- 2000: Verhängnisvolles Glück (Fernsehfilm)
- 2001: Klaras Hochzeit (Fernsehfilm)
- 2004: Unser Pappa – Herzenswünsche (Fernsehfilm)
- 2007: Einfache Leute (Fernsehfilm)
- 2010: Die Schwester (Fernsehfilm)

## Übersetzungen (Auswahl)
- Mirandolina Carlo Goldoni, Frankfurt a. M. 1969
- La mandragola nach Niccolò Machiavelli (mit Peer Raben unter Verwendung der Übersetzung von Gregor Bals), Frankfurt a. M. 1971
- Montefosco oder Der Feudalherr. Komödie nach Il Marchese di Montefosco o Il Feodatoris von Carlo Goldoni. Il Marchese di Montefosco o Il Feodatoris, Frankfurt a. M. 1972
- Der Fächer von Carlo Goldoni, Frankfurt a. M. 1974

## Ehrungen
- Deutscher Fernsehpreis (Nominierung 1997)
- Bayerischer Fernsehpreis (1997)
- Adolf-Grimme-Preis 1997
- Deutscher Drehbuchpreis (2009)